# Arothron
Az Arothron a sugarasúszójú halak (Actinopterygii) osztályának a gömbhalalakúak (Tetraodontiformes) rendjébe, ezen belül a gömbhalfélék (Tetraodontidae) családjába tartozó nem.

## Rendszerezés
A nembe az alábbi 16 faj tartozik:
- Arothron caeruleopunctatus Matsuura, 1994
- Arothron carduus (Cantor, 1849)
- álarcos gömbhal (Arothron diadematus) (Rüppell, 1829)
- Arothron firmamentum (Temminck & Schlegel, 1850)
- Arothron gillbanksii (Clarke, 1897)
- Arothron hispidus (Linnaeus, 1758)
- Arothron immaculatus (Bloch & Schneider, 1801)
- Arothron inconditus Smith, 1958
- Arothron leopardus (Day, 1878)
- Arothron manilensis (Marion de Procé, 1822)
- Arothron mappa (Lesson, 1831)
- gyöngyös gömbhal (Arothron meleagris) (Anonymous, 1798)
- Arothron multilineatus Matsuura, 2016
- foltos gömbhal (Arothron nigropunctatus) (Bloch & Schneider, 1801)
- Arothron reticularis (Bloch & Schneider, 1801) - típusfaj
- óriás gömbhal (Arothron stellatus) (Anonymous, 1798)

## Képek

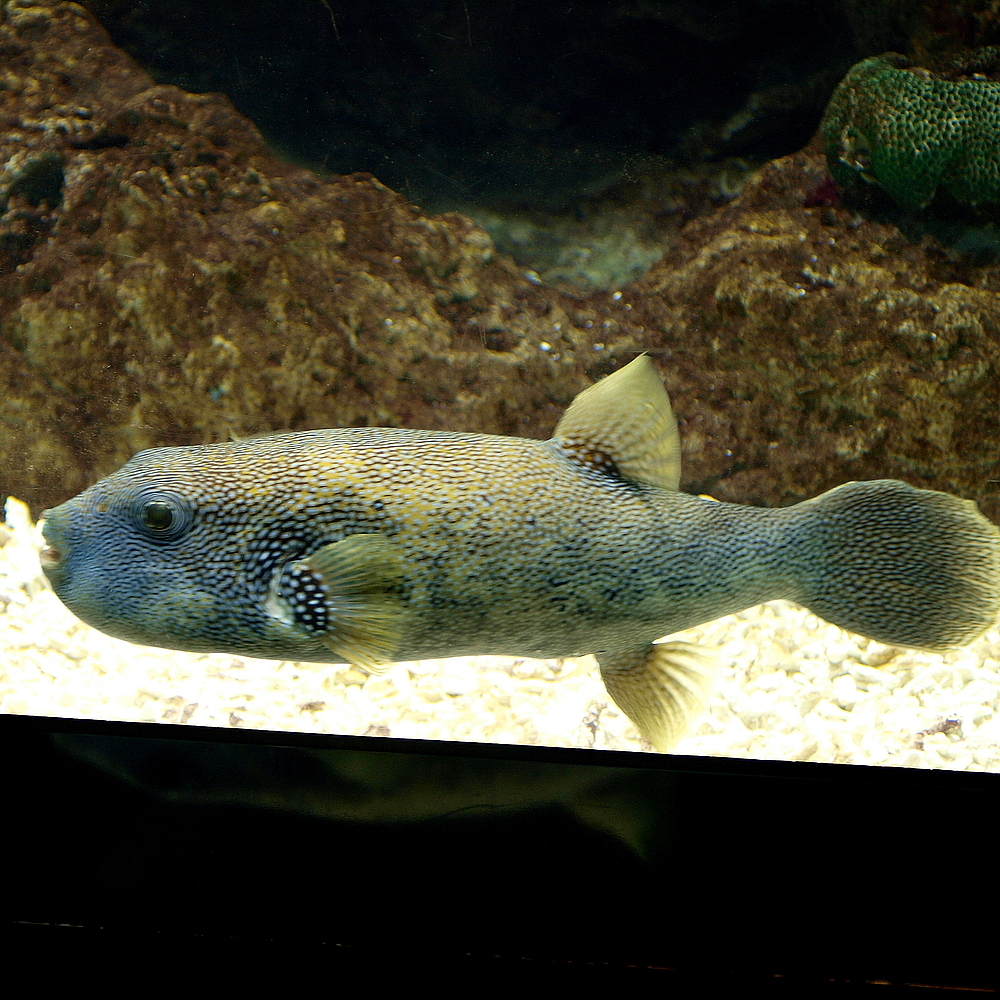
Arothron caeruleopunctatus
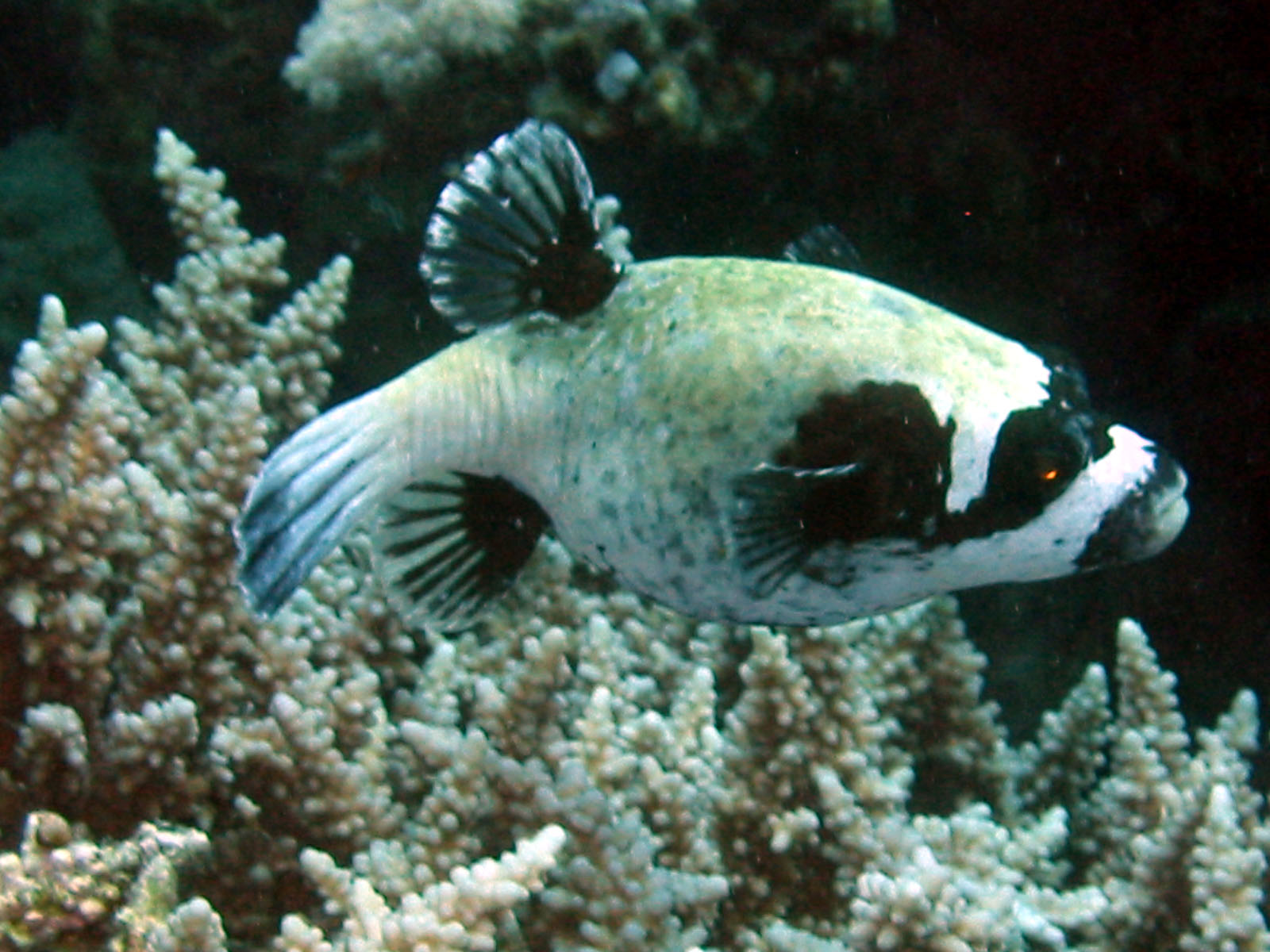
Arothron diadematus
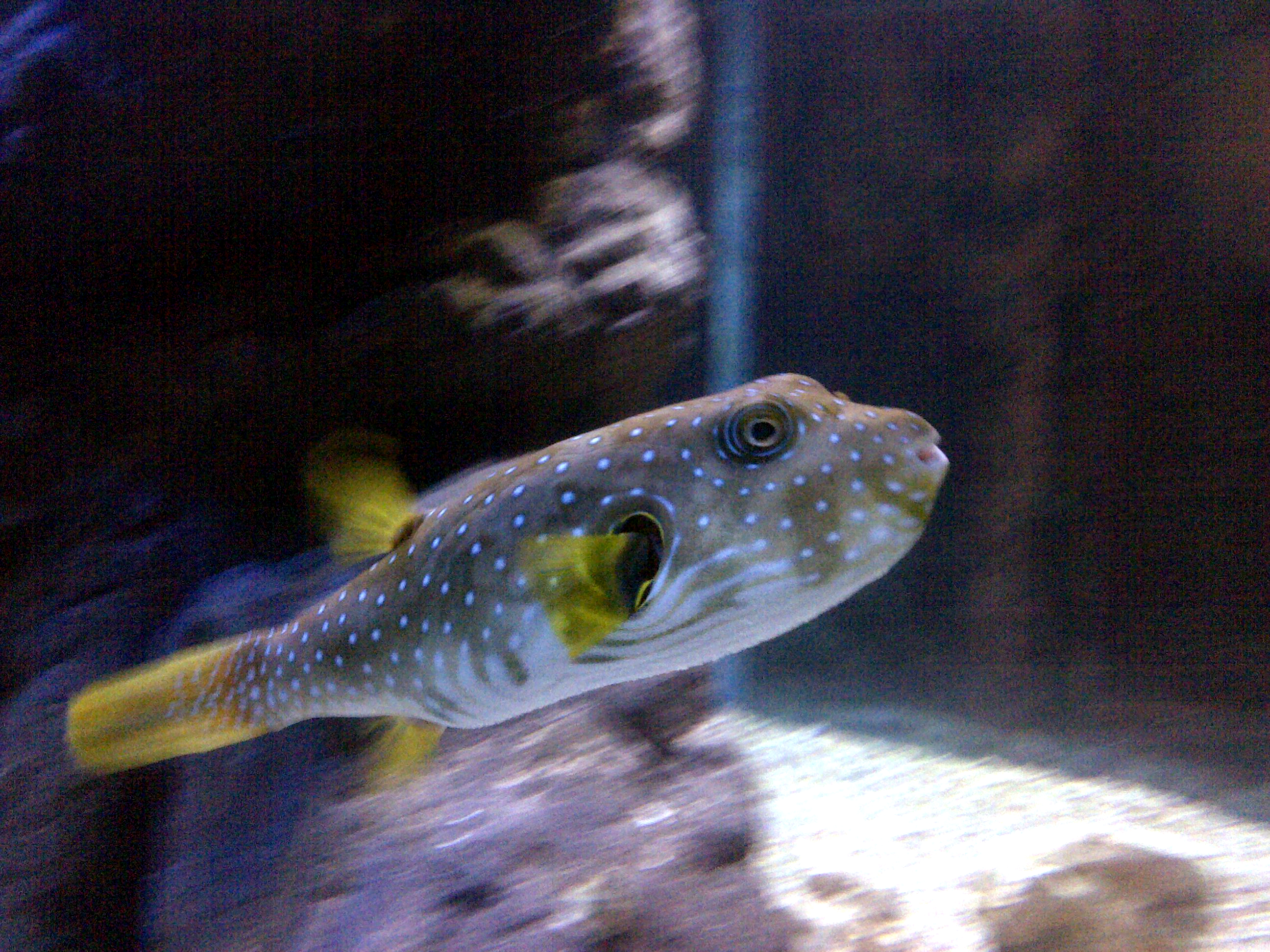
Arothron hispidus
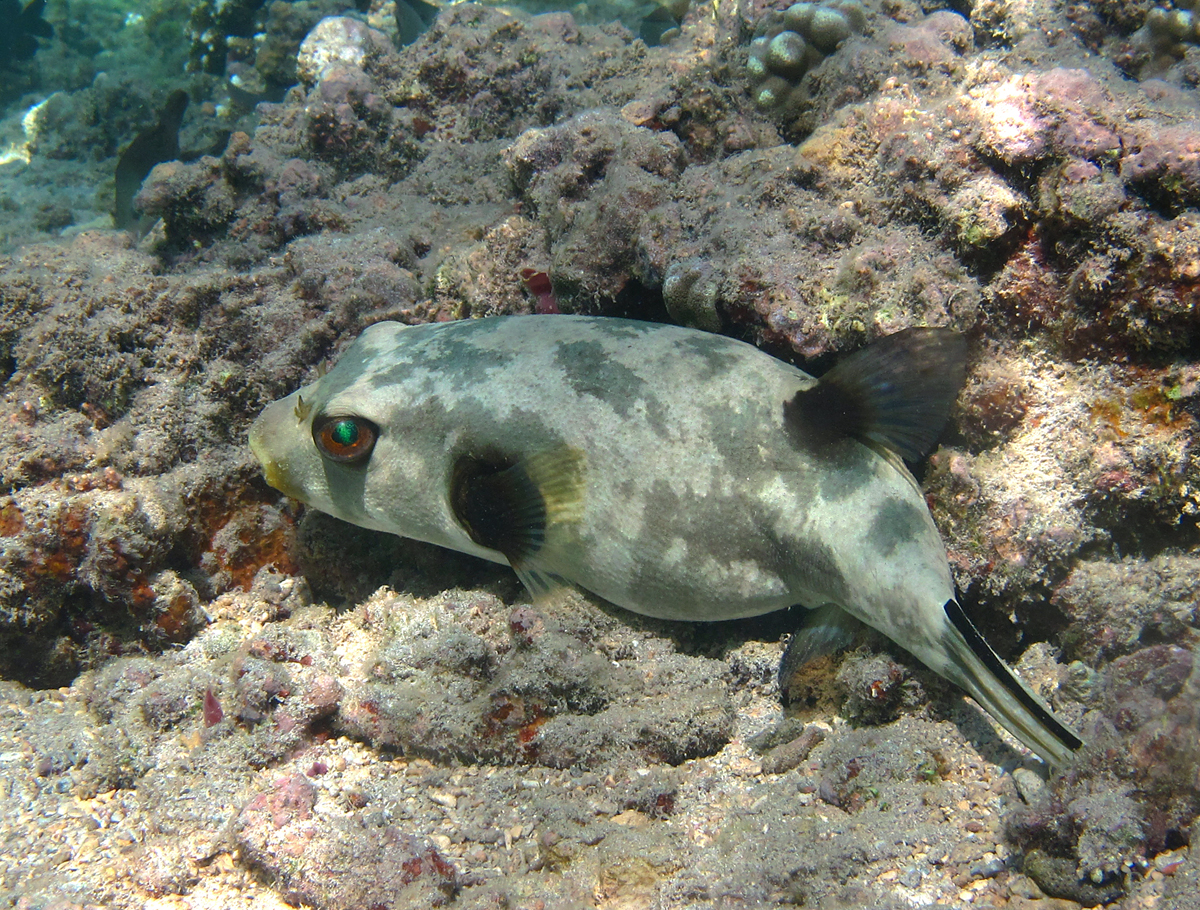
Arothron immaculatus
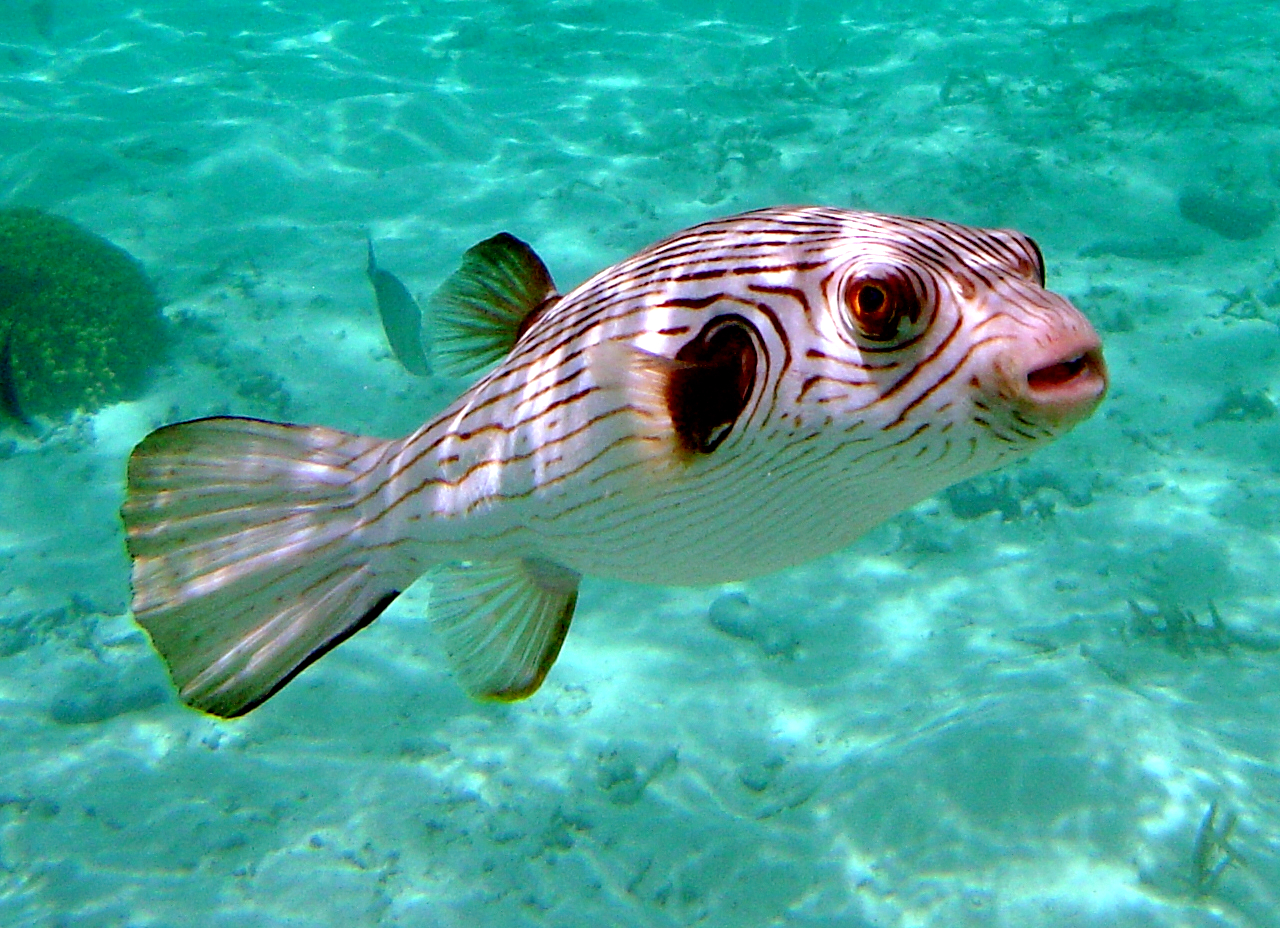
Arothron manilensis
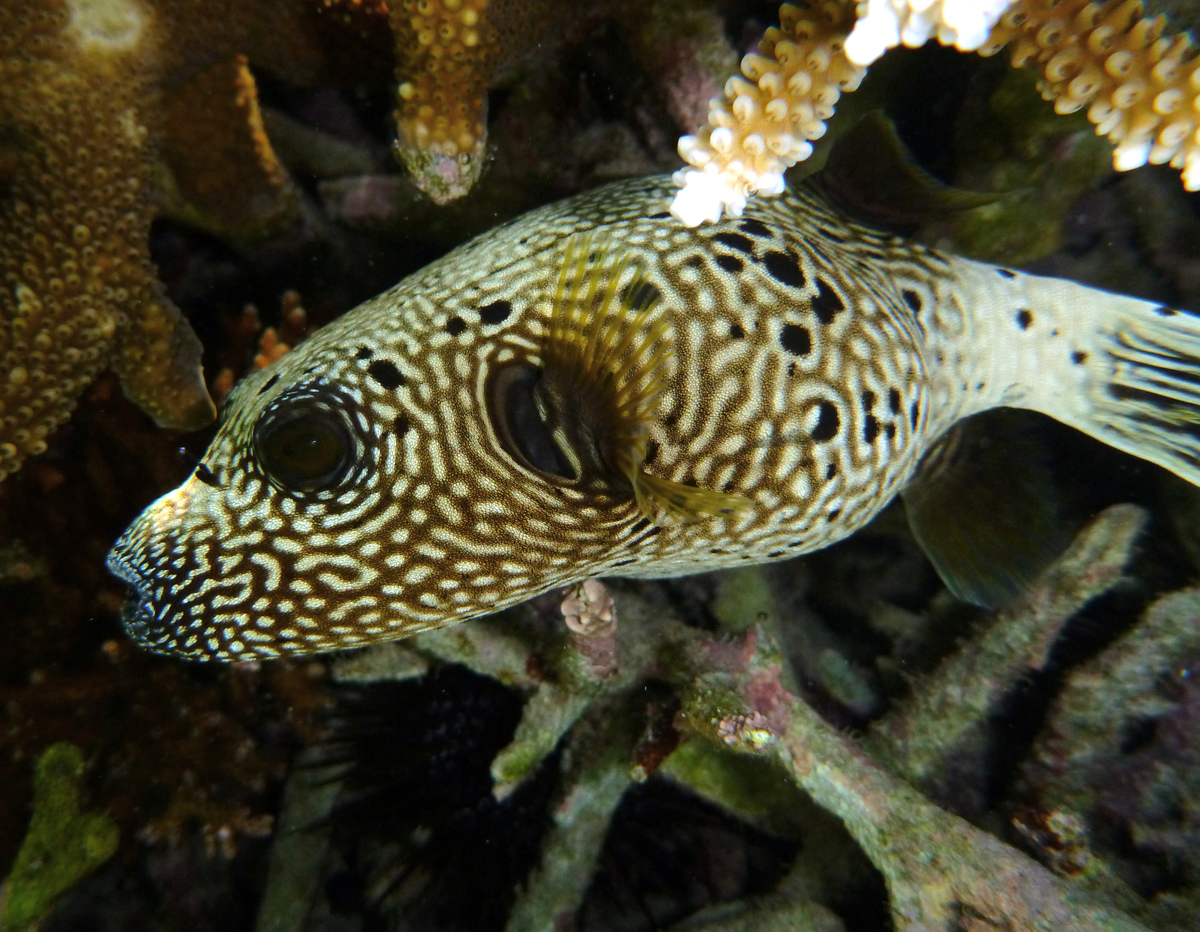
Arothron mappa
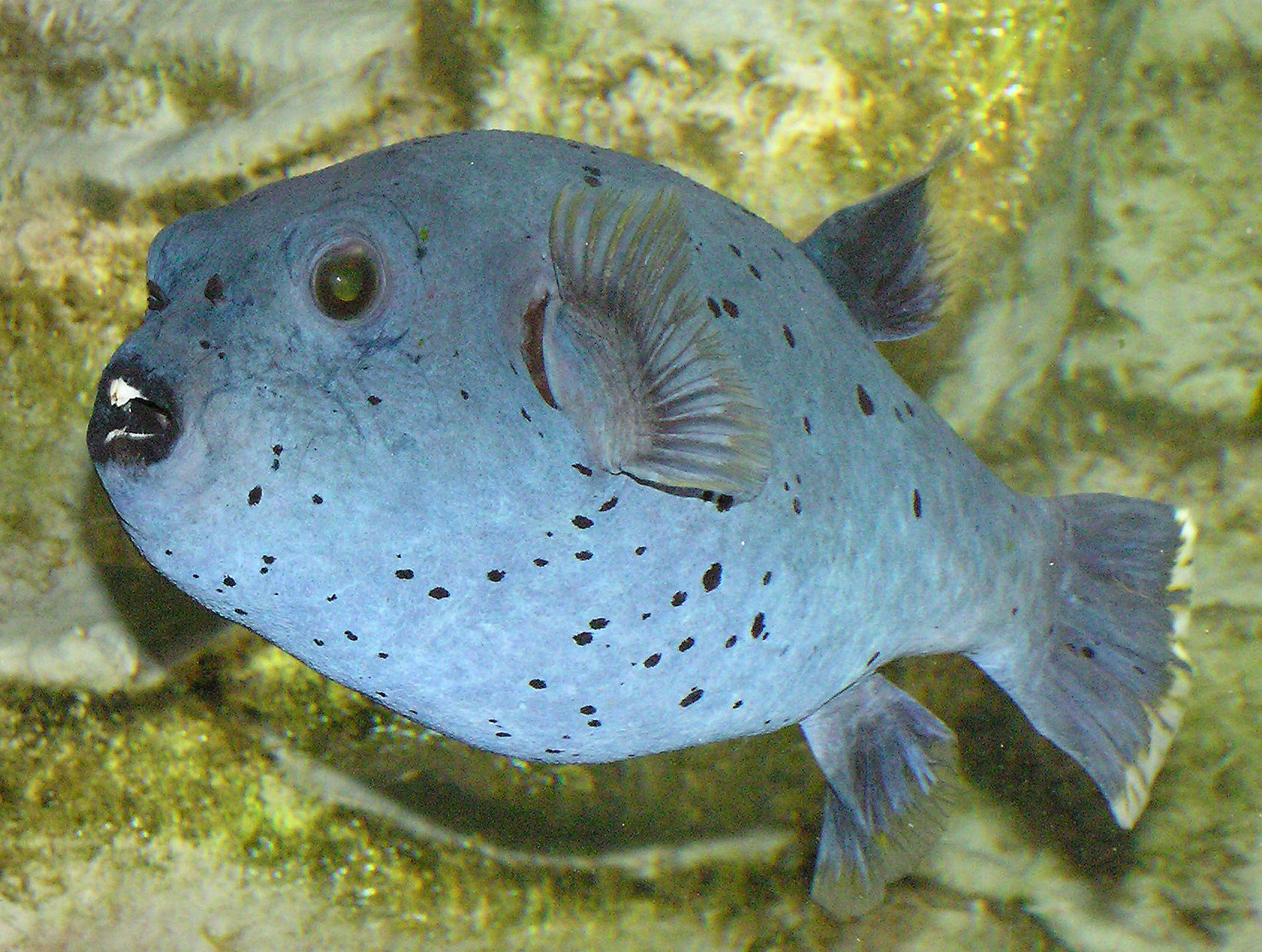
Arothron nigropunctatus
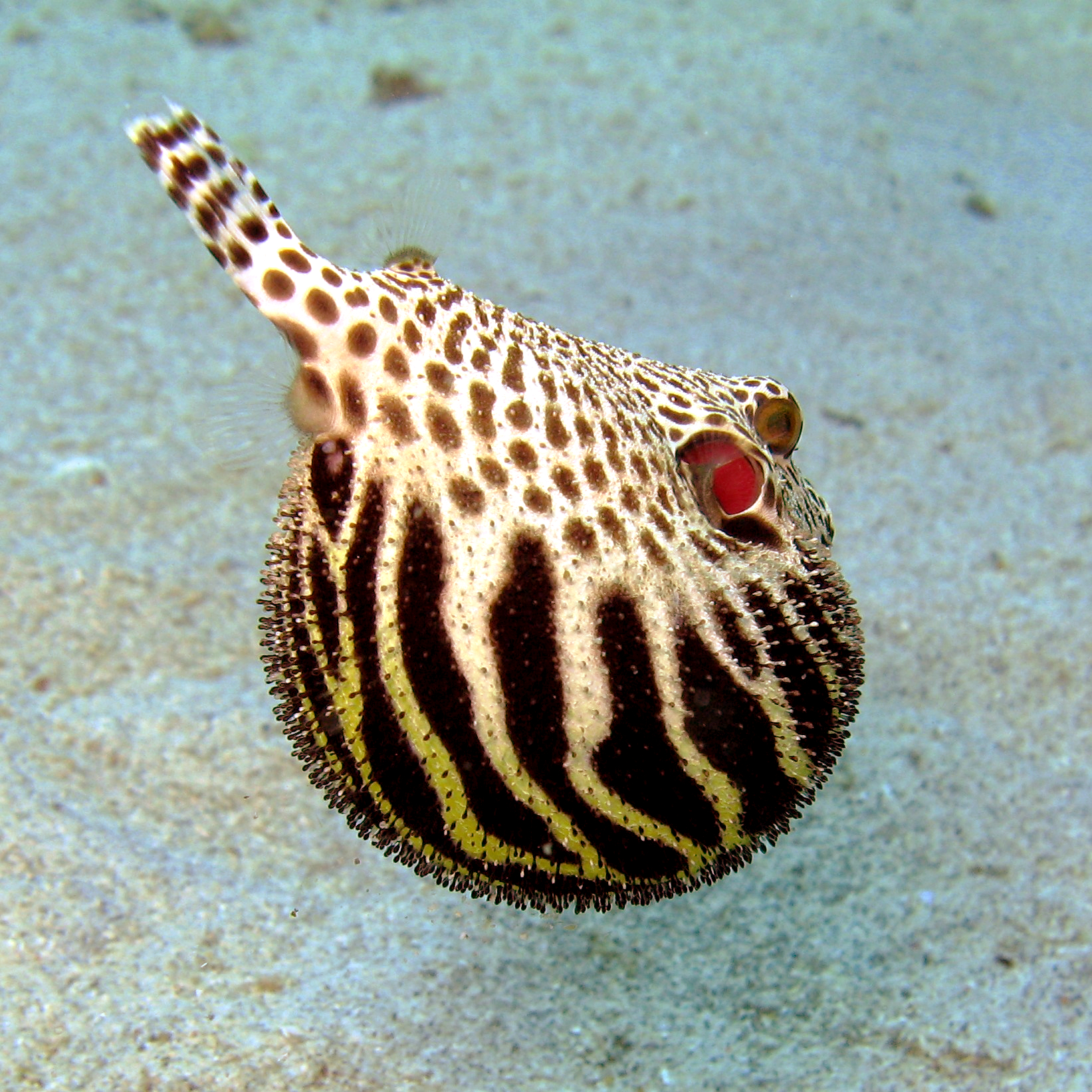
Arothron stellatus